# Білі зуби
«Білі зуби» — роман 2000 року британської письменниці Зеді Сміт. Сюжет роману зосереджений на повоєнному житті двох друзів часів війни — бангладешця Самада Ікбала та англійця Арчі Джонса, а також їхніх сімей у Лондоні. У центрі роману постають стосунки Британії з іммігрантами з країн Британської Співдружності.
Роман «Білі зуби» отримав численні нагороди, зокрема Меморіальну премію Джеймса Тейта Блека у категорії художньої літератури 2000 року, Книжкову премію Costa Book Awards 2000 року в категорії «Найкращий перший роман» , премію First Book Award видання The Guardian, премію письменників країн Співдружності за першу книгу та Премію Бетті Траск. Журнал Time включив роман до списку 100 найкращих англомовних романів з 1923 по 2005 рік . У 2022 році вона була включена до списку «Великого ювілейного читання», який складався із 70 книг авторів країн Співдружності, відібраних на честь платинового ювілею Єлизавети II на престолі.

## Сюжет
На Новий рік 1975 року Арчі Джонс, 47-річний англієць, якого щойно покинула стурбована дружина-італійка, намагається покінчити з життям, отруюючи себе газом у своїй машині, коли його випадково відволікають і він передумує. Сповнений нового ентузіазму до життя, Арчі кидає монету, а потім повертається до новорічної вечірки і її наслідків. Там він зустрічає набагато молодшу Клару Боуден, жительку Ямайки, чия мати, Гортензія, є відданим Свідком Єгови. Клару цікавив непривабливий, антисоціальний Райан Топпс, але їхні стосунки розпадаються після того, як Раян стає членом Свідків Єгови та зближується з її матір’ю. Арчі та Клара незабаром одружуються та народжують дочку Айрі, яка росте розумною, але невпевнена в собі через хворобливе ожиріння та сумління щодо своєї змішаної раси.
У Віллесдені, частині Лондона, також живе найкращий друг Арчі — Самад Ікбал, бенгальський мусульманин із Бангладешу. Двоє чоловіків проводять багато часу в пабі О'Коннелл, сперечаючись із його власником, Міккі, теж мусульманином, чия велика родина страждає від акне. Арчі та Самад познайомилися в 1945 році, коли вони були членами танкового екіпажу, що мандрував Європою в останні дні Другої світової війни, хоча вони не брали активної участі у бойових діях. Їхня дружба зміцнилася, коли Арчі, вочевидь діючи за наказом Самада, стратив нацистського вченого-втікача, якого вони мали передати владі.
Після війни Самад емігрував до Британії та одружився з Алсаною Ікбал, уродженою Алсаною Бегум, або «міс Алсаною». Згідно традицій, їхній шлюб був за домовленістю. У повоєнний час Самад працює офіціантом у ресторані Вест-Енду. Він одержимий історією свого удаваного, але малоймовірного прадіда, Мангала Панді, індуїстського солдата з Уттар-Прадешу, а не Бенгалії, який відомий тим, що зробив перший постріл під час Індійського повстання 1857 року (хоча він схибив і був страчений). У Самада та Алсани є хлопчики-близнюки Меґід і Міллат, ровесники Ірі. Особливо Самаду важко зберегти свою відданість ісламу в англійському житті: він постійно переживає за наслідки культурного конфлікту для його власних моральних цінностей — його мусульманські цінності зіпсовані його нав’язливою мастурбацією, пивом і його романом із вчителькою музики його дітей Поппі Берт-Джонс. Намагаючись зберегти свої традиційні вірування, він відправляє 10-річного Меґіда до Бангладешу у надії, що той виросте належним чином у вченнях ісламу. Відтоді життя двох хлопців йдуть зовсім різними шляхами. На зло Самаду, Меґід стає англізованим атеїстом і присвячує своє життя науці. Тим часом Міллат дотримується бунтівного шляху, пов’язаного з нерозбірливими сексуальними звʼязками, пияцтвом і дрібним хуліганством, а також плекає любов до бандитських фільмів, таких як «Хрещений батько» та «Славні хлопці». Розгніваний маргіналізацією свого народу в англійському суспільстві, Міллат також виступає проти письменника Салмана Рушді через його роман «Сатанинські вірші»,1989 року і зрештою присягає войовничому братству мусульманських фундаменталістів, відомому як «Хранителі вічної та переможної ісламської нації» (англ. Keepers of the Eternal and Victorious Islamic Nation - KEVIN).
Життя Джонсів та Ікбалів переплітаються з життям білих представників середнього класу Чалфенів, єврейсько-католицька родина інтелектуалів, вихованці Оксбриджу, які виражають особливий штам ліберальних тенденцій у Північному Лондоні та яких відправили школу Айрі та Міллата після випадку за курінням марихуани. Батько, Маркус Чалфен, є викладачем університету та генетиком, який працює над суперечливим проектом «FutureMouse», у якому він вводить хімічні канцерогени в організм миші і таким чином спостерігає за розвитком пухлини в живій тканині. Реконструюючи фактичний геном і спостерігаючи за прогресуванням раку, Маркус вважає, що він усуває ймовірність випадковості. Мати, Джойс Чалфен, садівниця і домогосподарка з частим абсолютно помилковим бажанням опікуватись і «лікувати» Міллата, ніби він є однією з її рослин. Певною мірою сім’я Чалфен є надійною, оскільки вони (на їхню думку) приймають і розуміють бурхливе життя Айрі, Меґіда та Міллата. Айрі працює на Маркуса секретарем, Маркус цікавиться Меґідом і оплачує його політ додому, а оцінки Міллата навіть трохи покращуються.
Однак і Алсана, і Клара починають підозрювати, що їхні діти постійно проводять час у Чалфенів, а зарозумілість Джойс і Маркуса розпалює відчуття ворожості як у Клари, так і в сім’ї Ікбал. Дії Чалфенів також завдають шкоди їхньому синові Джошуа, чиї труднощі ігнорують його батьки. Спочатку добре сформований «чалфеніст», Джошуа повстає проти свого батька та свого походження, приєднавшись до радикальної групи захисту тварин «Боротьба з тортурами та експлуатацією тварин» (англ. Fighting Animal Torture and Exploitation - FATE). Тим часом, після повернення з Бангладешy, Меґід працює науковим помічником Маркуса в проекті "FutureMouse", а Міллат вступає у KEVIN. Айрі, якій подобається Міллат ще з підліткового віку, пропонує йому на секс на одну ніч, але він відмовляється через свої переконання щодо ритуальної чистоти, натхненні KEVIN. Пригнічена Айрі спокушає Меґіда. Це призводить до її вагітності, але вона не впевнена в батьківстві дитини, оскільки брати є однояйцевими близнюками і тому мають однакову ДНК.
Події починають обʼєднуватися, оскільки Міллат разом із KEVIN, Джошуа із FATE, а також мати Клари Гортензія із Свідками Єгови планують продемонструвати свою опозицію проекту Маркуса "FutureMouse" на виставці в новорічну ніч 1992 року, через те що вважають його злим втручанням у власні релігійні та етичні переконання. В Інституті Перре Гортензія та інші Свідки Єгови голосно співають перед будівлею. Самад виходить, щоб втихомирити їх, але не може вплинути на них. Коли він повертається, то розуміє, що засновник Інституту Перре і найстаріший вчений у групі Маркуса Чалфена — доктор Перре — нацист, якого він схопив під час Другої світової війни. Розлючений через те, що Арчі не вбив його тоді, Самад біжить до нього і починає проклинати Арчі. Саме тоді Міллат підходить до столу вчених із пістолетом. Не бажаючи, щоб Міллат став убивцею, Арчі стрибає перед ним і отримує кулю в стегно. Падаючи, він розбиває скляну клітку миші, і вона втікає.
Наприкінці роману авторка пропонує нам «фінальні ігри» у стилі фіналу телевізійного серіалу : оскільки свідки визнають їх обидвох як винуватців злочину, Меґіда та Міллата засуджують до громадських робіт у новому садовому проекті Джойса. Джошуа та Айрі залишаються разом і приєднуються до Гортензії на Ямайці в 2000 році з донькою Айрі, яка не знає свого справжнього походження та вважає Мегіда та Міллата своїми дядьками. Мікі розширює дозвіл відвідування пабу O'Connell's для жінок, а не лише для чоловіків, а Арчі та Самад нарешті запрошують своїх дружин, щоб відсвяткувати нове тисячоліття.

## Головні персонажі

### Альфред Арчибальд Джонс
Арчі бездарний і нерішучий, вважає за краще приймати найважливіші рішення підкиданням монети. Колишня дружина Арчі — Офелія Діагіло, яку він нібито звів з розуму своєю посередністю. Пізніше він одружується з Кларою, жителькою Ямайки, молодшою за нього вдвічі, від якої у нього народжується донька Ірі. Найкращий друг Арчі — Самед Ікбал. Двоє чоловіків служили разом під час Другої світової війни в британській армії та часто відвідують паб O'Connell's.

### Самад Мія Ікбал
Найкращий друг Арчі, ветеран Другої світової війни середнього віку з понівеченою правою рукою. Самад народився в Бангладеші і познайомився з Арчі, коли вони були солдатами у Східній Європі. Він працює офіціантом в індійському ресторані, де отримує мало чайових. Його дружина — Алсана Бегум, а його сини-близнюки — Меґід і Міллат. Найбільше Самад хоче, щоб його сини виросли релігійними, традиційними бенгальськими мусульманами. Для забезпечення цього бажання він докладає чимало зусиль, відправивши Меґіда на виховання в Бангладеш (насправді це було викрадення).

### Клара Боуден
Клара Джонс, уроджена Боуден, — незграбна та невідома, належить до Свідків Єгови. Провела своє підліткове життя, проводячи агітацію від дому до дому. Коли вона зустрічає настільки ж непривабливого Райана Топпса, вона відмовляється від своєї релігії та приймає його бунтарський шлях, хоча сам Раян пізніше стає переконаним Свідком Єгови. Коли Раян і Клара врізаються в дерево на скутері Раяна, у Клари вибиваються верхні зуби. Вона знайомиться з Арчі Джонсом і виходить за нього заміж, хоча вона вважає його абсолютно не показним і він більш ніж удвічі старший за неї. У Арчі та Клари є дочка на ім'я Айрі.

### Алсана Бегум
Алсана Ікбал, уроджена Бегум, — молода дружина Самада Ікбала, якому вона була обіцяна перед народженням. У них є сини-близнюки Меґід і Міллат. Щоб мати змогу оплачувати рахунки, вона шиє одяг на своїй домашній швейній машині для магазину S&M під назвою Domination у Сохо. Хоча за своєю природою вона харизматична та осудлива, вона вважає, що в шлюбі найкраще мовчати. Вона також має вулканічний темперамент і зазвичай виграє суперечки з Самадом, знаючи його найслабкіші місця.

### Айрі Амброзія Джонс
Айрі, чиє ім’я ямайським патуа означає «добрий, крутий, мирний», — дочка Клари та Арчі Джонса. Айрі дружила з Меґідом і Міллатом Ікбалом від народження. Після усвідомлення своєї сексуальності та расової ідентичності Айрі знаходить відповіді у своєї бабусі Гортензії Боуден. Вона вирішує зайнятися стоматологією і, незважаючи на всі свої намагання уникнути цього, залишається з Джошуа Чалфеном. Переспавши і з Меґідом, і з Міллатом, Айрі народжує дочку, батько якої ніколи не буде відомий, оскільки близнюки мають абсолютно однакову ДНК.
Айрі побіжно згадується в двох інших романах Зеді Сміт, Swing Time і NW.

### Міллат Зульфікар Ікбал
Міллат, народжений на дві хвилини пізніше свого брата-близнюка Меґіда, є молодшим сином Самада та Алсани. Після того, як Меґіда відправляють до Бангладешу, Міллат стає справжнім повстанцем, який створює неприємності, курить траву та часто проводить час з жінками. З часом Міллат все таки відкидає цей спосіб життя на користь фундаменталістського ісламу, ставши основною рушійною силою організації KEVIN. На конференції "FutureMouse" він намагається застрелити доктора Перрета, але натомість стріляє Арчі в стегно. Міллат може бути або не бути батьком дитини Айрі.

### Меґід Махфуз Муршед Мубтасім Ікбал
Меґід — старший син Самада й Алсани та брат-близнюк Міллата. Меґід інтелектуально розвинений і наполягає на тому, щоб одягатися та поводитися як дорослий, навіть у дуже юному віці. Самад фактично викрадає Меґіда та відправляє його на традиційне виховання в Бангладеш. Коли він нарешті повертається до Лондона, він приєднується до проекту "FutureMouse" Маркуса Чалфена. Меґід зачарований визначеністю долі, яку пропонує генна інженерія, і можливістю вибирати шлях іншої істоти, який був обраний для нього. Меґід може бути, а може і не бути батьком дитини Айрі.

### Маркус Чалфен
Маркус Чалфен — інженер-генетик єврейського походження і чоловік Джойс Чалфен. Його суперечливий експеримент "FutureMouse" передбачає генетичну модифікацію миші таким чином, щоб у неї розвивалися ракові захворювання в певний час і на певних місцях. Маркус втрачає інтерес до наставництва Айрі, коли починає листуватися з Меґідом, і поблажливо каже, що Айрі достатньо розумна, щоб бути дантистом.

### Джойс Чалфен
Джойс — садівниця, письменниця та дружина Маркуса Чалфена. У неї четверо синів, і всі вони її обожнюють. Джойс є вродженою вихователькою і постійно відчуває потребу піклуватися про речі та людей. З моменту її знайомства з Міллатом, вона відчуває потребу бути його матір’ю та задовольняти його потреби, а Міллат використовує це в своїх цілях.

### Джошуа Чалфен
Джошуа — син Джойс і Маркуса Чалфена. Спершу зацікавлений у навчанні в школі Гленард Оук, Джошуа повстає проти Чалфенів (особливо свого батька), приєднавшись до групи захисту прав тварин FATE. Джошуа давно закоханий в Айрі, а пізніше в Джоелі, яка разом із чоловіком Кріспіном очолює групу. Він залишається в FATE переважно через можливість залишатися поруч з нею.

## Рецензії та відгуки
Після виходу книга була загалом добре сприйнята британською пресою. The Guardian поставив роману середню оцінку 7,8 з 10 на основі рецензій кількох британських газет. Книга також була добре сприйнята серед американської преси. Відповідно до вебсайту Bookmarks, книга отримала «позитивні» рецензії на основі 6 рецензій критиків, з яких троє були «захопленими», 2 — «позитивними» і 1 — «змішаним».
У 2019 році роман посів 39 місце в списку 100 найкращих книг ХХІ століття за версією The Guardian.
5 листопада 2019 року BBC News включило «Білі зуби» до списку 100 найвпливовіших романів.
У 2022 році роман був включений до списку «Великого ювілейного читання», який складався із 70 книг авторів країн Співдружності, відібраних на честь платинового ювілею Єлизавети II на престолі.

## Адаптації
У 2002 році на Channel 4 була знята чотирисерійна телевізійна адаптація роману «Білі зуби». Його режисером став Джуліан Джарролд. Ом Пурі зіграв у ролі Самада, а Філ Девіс — в ролі Арчі. Кожен епізод зосереджується на одному головному чоловічому персонажі, який стикається з переломним моментом у своєму житті: «Дивний другий шлюб Арчі Джонса», «Спокуса Самада Ікбала», «Проблеми з Міллатом» і «Повернення Меґіда Ікбала». ".
У 2018 році лондонський театр «Кілн» оголосив про світову прем’єру сценічної адаптації роману Стівеном Шаркі. Режисеркою виступила художня керівниця закладу Індху Рубейсінгам. У постановці було представлено 13 оригінальних пісень Пола Інглішбі, а в головних ролях – Тоні Джаявардена в ролі Самада, Річард Ламсден у ролі Арчі та Айша Антуан у ролі Ірі.